# 文件鑑辨
文件鑑辨（questioned document examination、QDE）是司法科学中，針對在可能有潛在爭議文件的科學鑑定。其目的是用科學程序或是方法，提供可疑文件或待確認文件的相關證據。證據可能包括是否有更改、文件是否損壞、是否偽造、來源、作者，或是在法庭上可能會對文件提出質疑的部份。

## 外部連結
- 维基共享资源上的相關多媒體資源：文件鑑辨